# Wolfshagen (Uckerland)

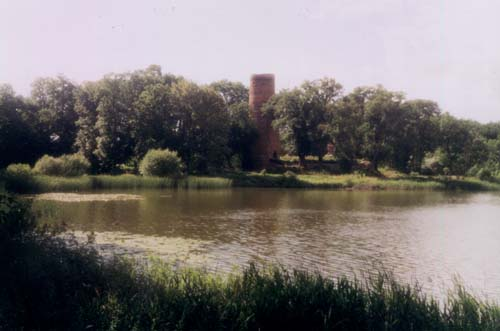
Haussee mit Burgruine

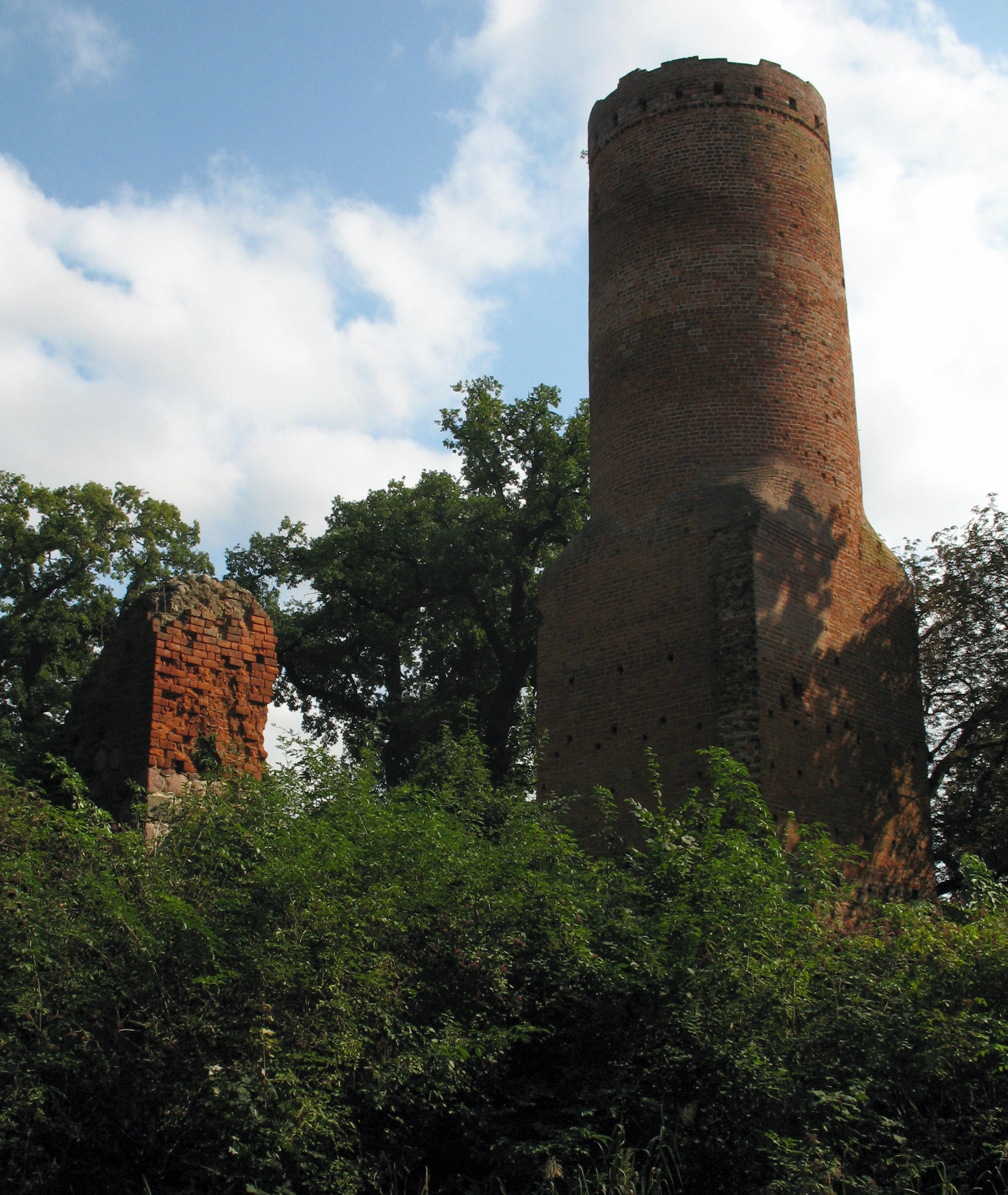
Ruine der Blankenburg

Wolfshagen ist ein Ortsteil der amtsfreien Gemeinde Uckerland im Landkreis Uckermark in Brandenburg. Der Ortsteil hat 233 Einwohner, davon 210 im Ort Wolfshagen selbst, und in den dazugehörigen Gemeindeteilen Amalienhof und Ottenhagen 16 und 7 Einwohner (Stand Dezember 2015).

## Ortscharakter

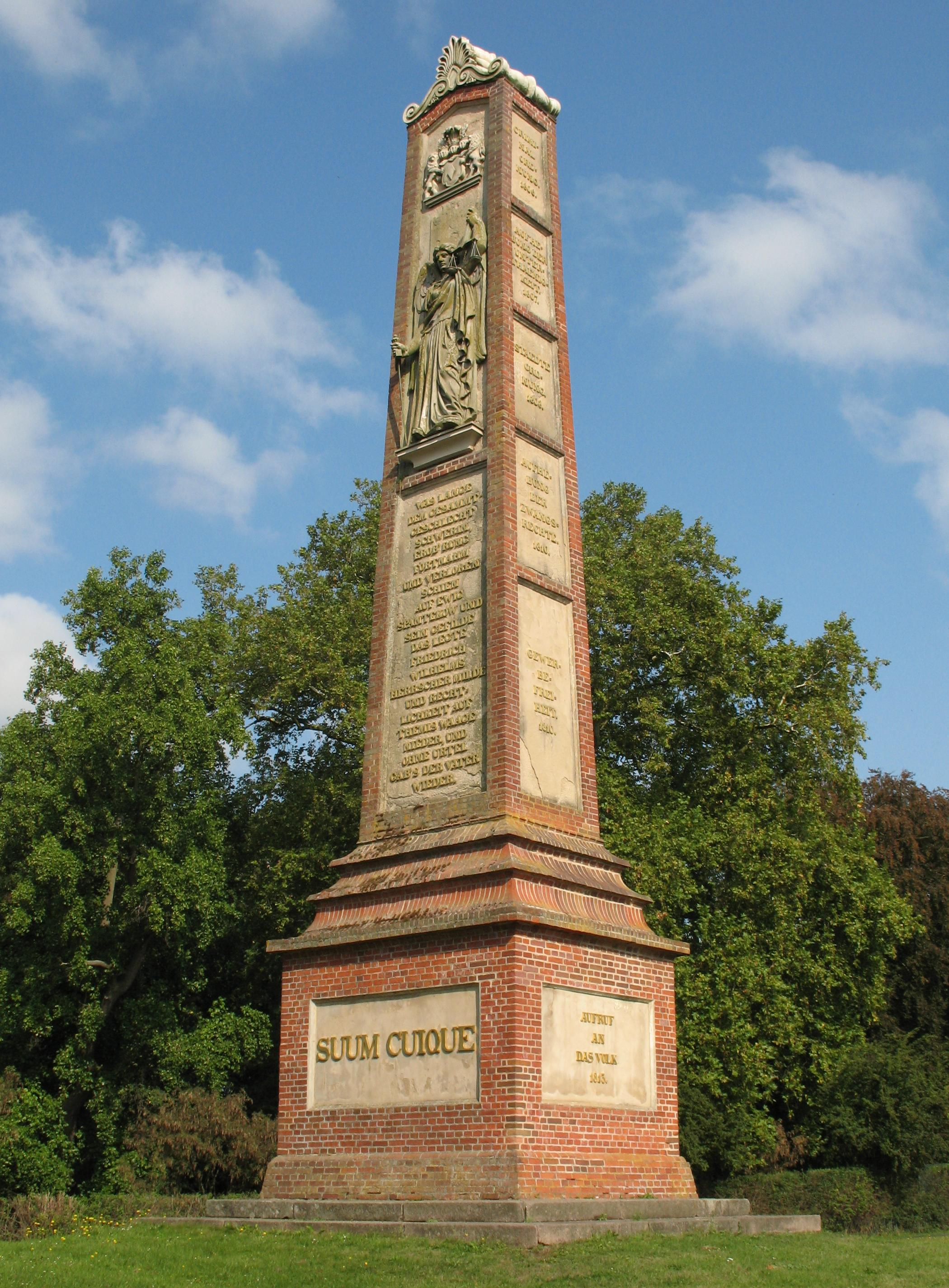
Königssäule

Die Bedeutung von Wolfshagen ergibt sich aus dem dorfbildprägenden Gebäudeensemble mit zahlreichen denkmalgeschützten Objekten, die von den Grafen von Schwerin errichtet wurden. Das Schloss Wolfshagen wurde 1724 unter Jean de Bodt erbaut. Die meisten der insgesamt 38 Baudenkmäler wurden durch die Familie im Zuge eines planmäßigen Ausbaus ihres damaligen Gutsdorfes ab 1830 errichtet. Wolfshagen weist als ländliche Ortschaft die größte Denkmaldichte im gesamten Landkreis Uckermark auf und steht mit seinem einmaligen Denkmalensemble neben zehn weiteren Bauwerken in Brandenburg im Rang eines Kulturdenkmals von besonderer nationaler kultureller Bedeutung.
Zu den bedeutendsten Objekten zählen die neogotische Kirche, die zwischen 1850 und 1858 entstand, sowie die Königssäule, das einzige Denkmal in Deutschland, das den Stein-Hardenbergschen Reformen gewidmet ist. Weitere unter Denkmalschutz stehende Objekte sind die Burgruine der Blankenburg mit Fangelturm, die Ehrenpforte, das Erbbegräbnis, das Denkmal für die Befreiungskriege und die Fliesenbrücke.
Zahlreiche heutige Wohngebäude, wie das ehemalige Preußische Zollhaus oder das Gärtner- und Fischerhaus, wurden in neogotischer Feldstein-Backstein-Bauweise errichtet. Dabei sind gotische Spitzbögen aus Backstein, Rundfenster, Rosetten und gerundete Dächer (sogenannte „Bohlendächer“) besonders charakteristisch.
Der Wolfshagener Park wurde Anfang des 19. Jahrhunderts nach Plänen von Peter Joseph Lenné unter Einbeziehung vorhandener und noch zu errichtender Gebäude angelegt, das Dorf war also Bestandteil des Parks. Eine Reihe ursprünglich geplanter Blickachsen ist heute wieder erlebbar.

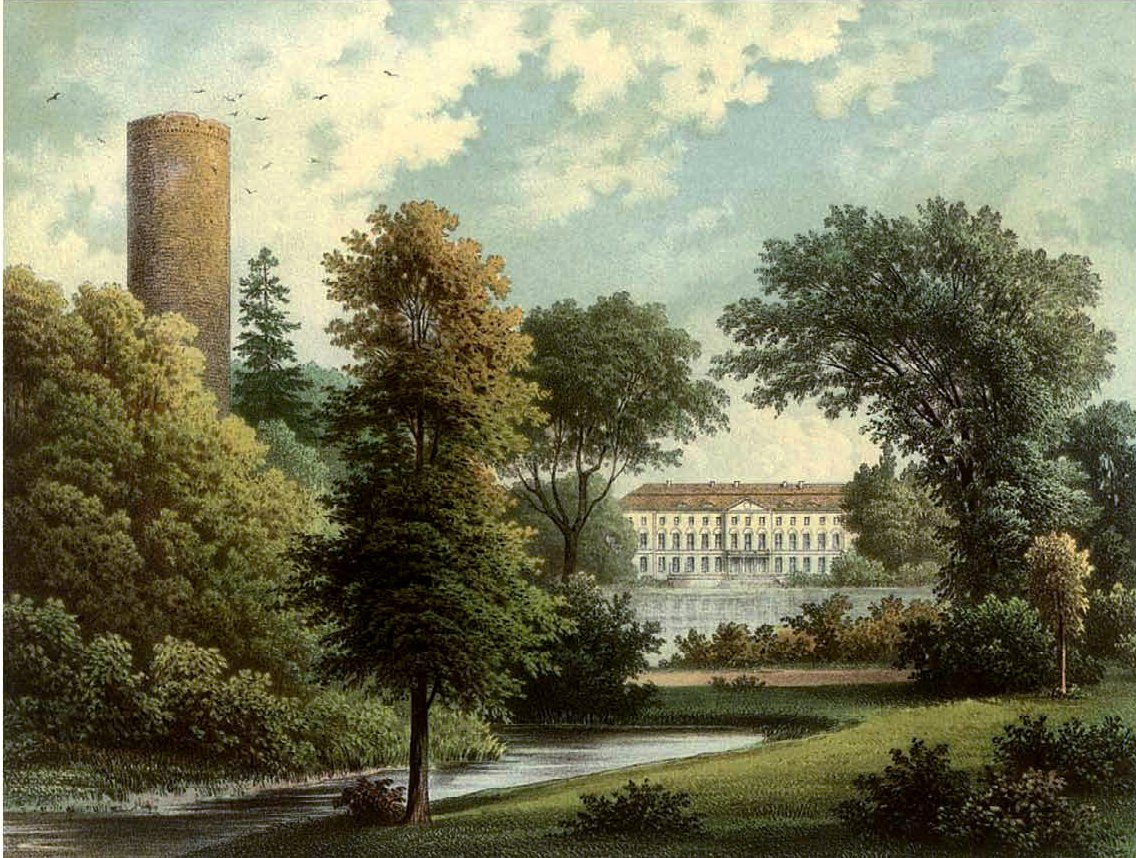
Schloss Wolfshagen um 1860
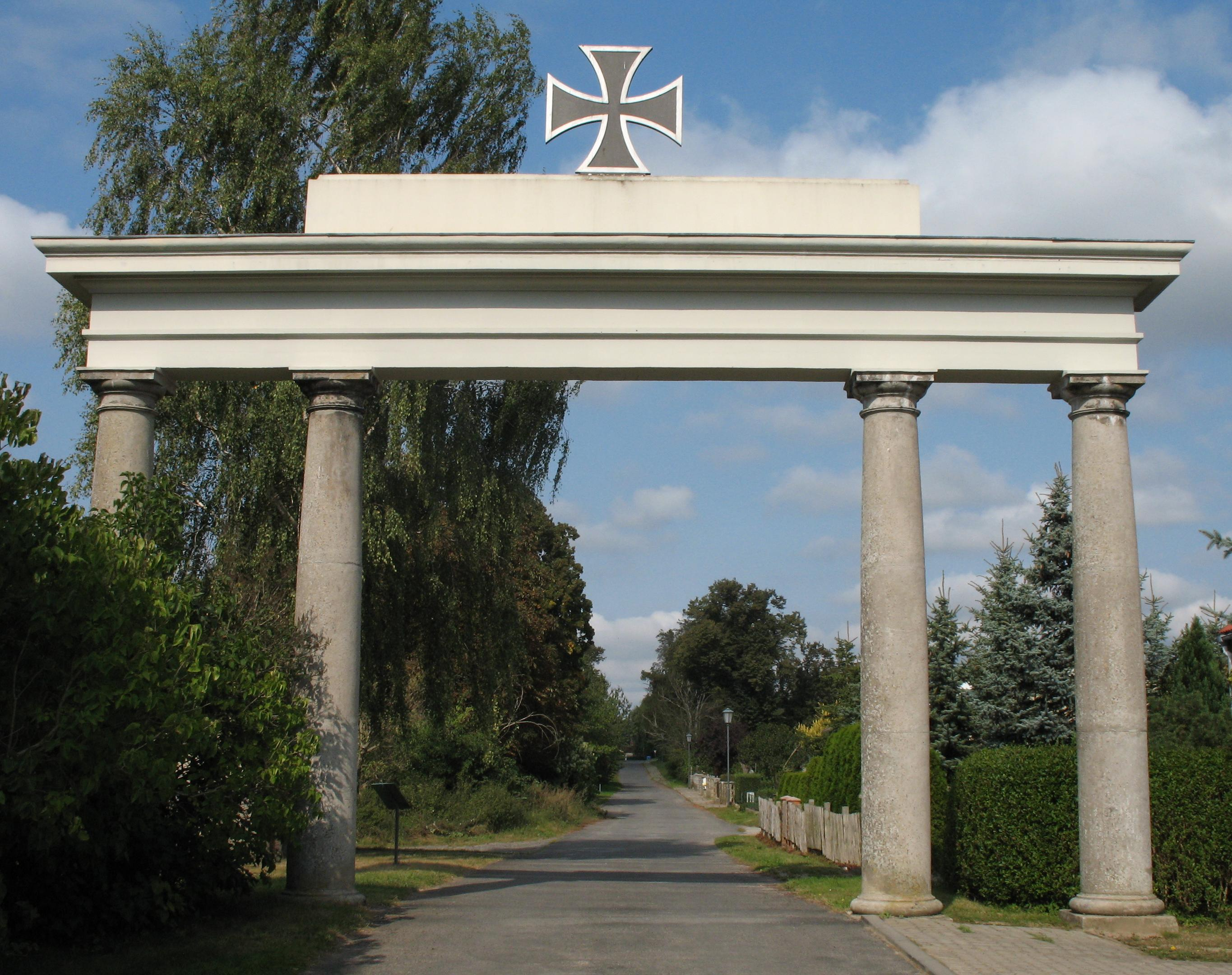
Ehrenpforte
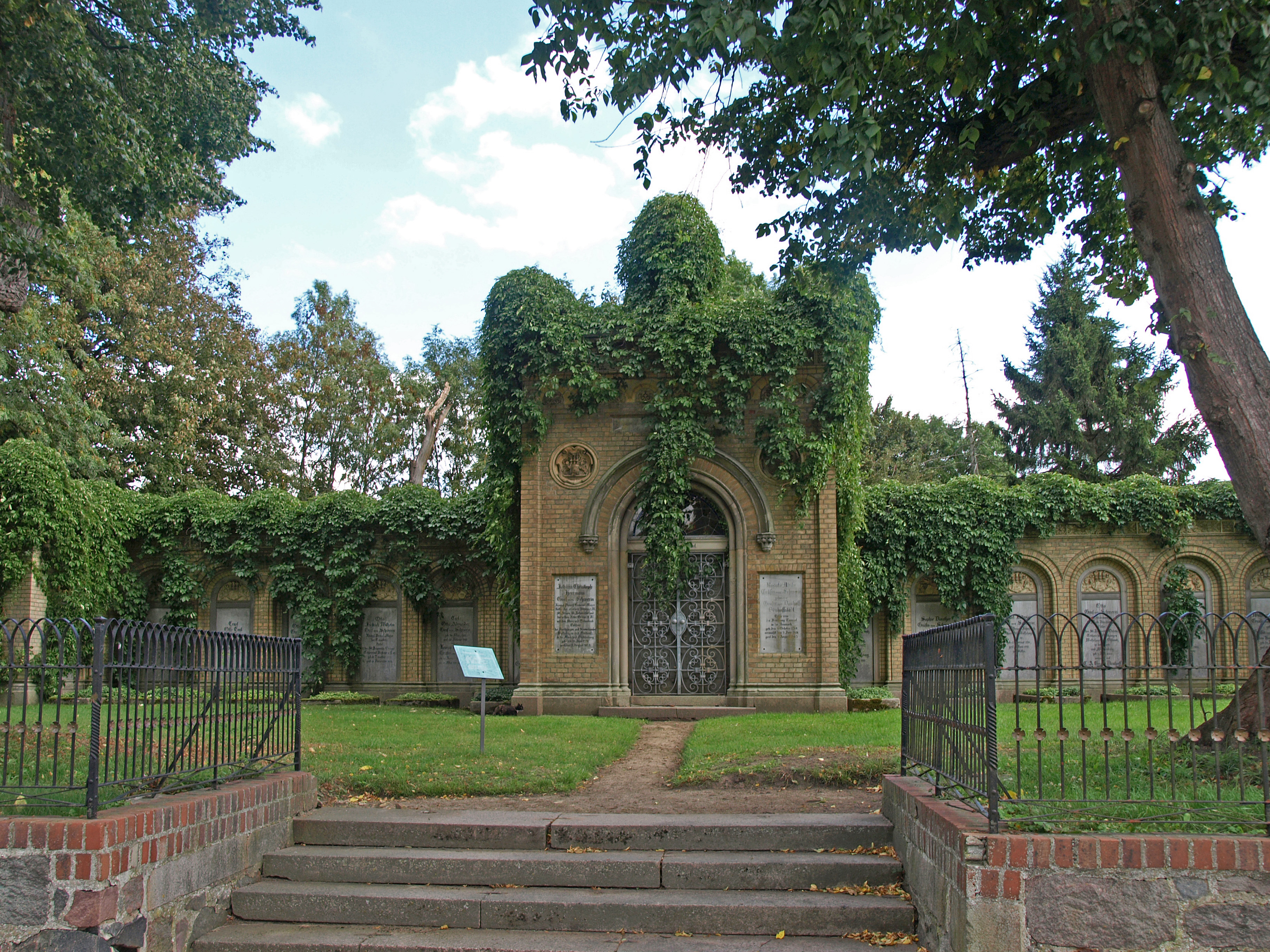
Erbbegräbnis
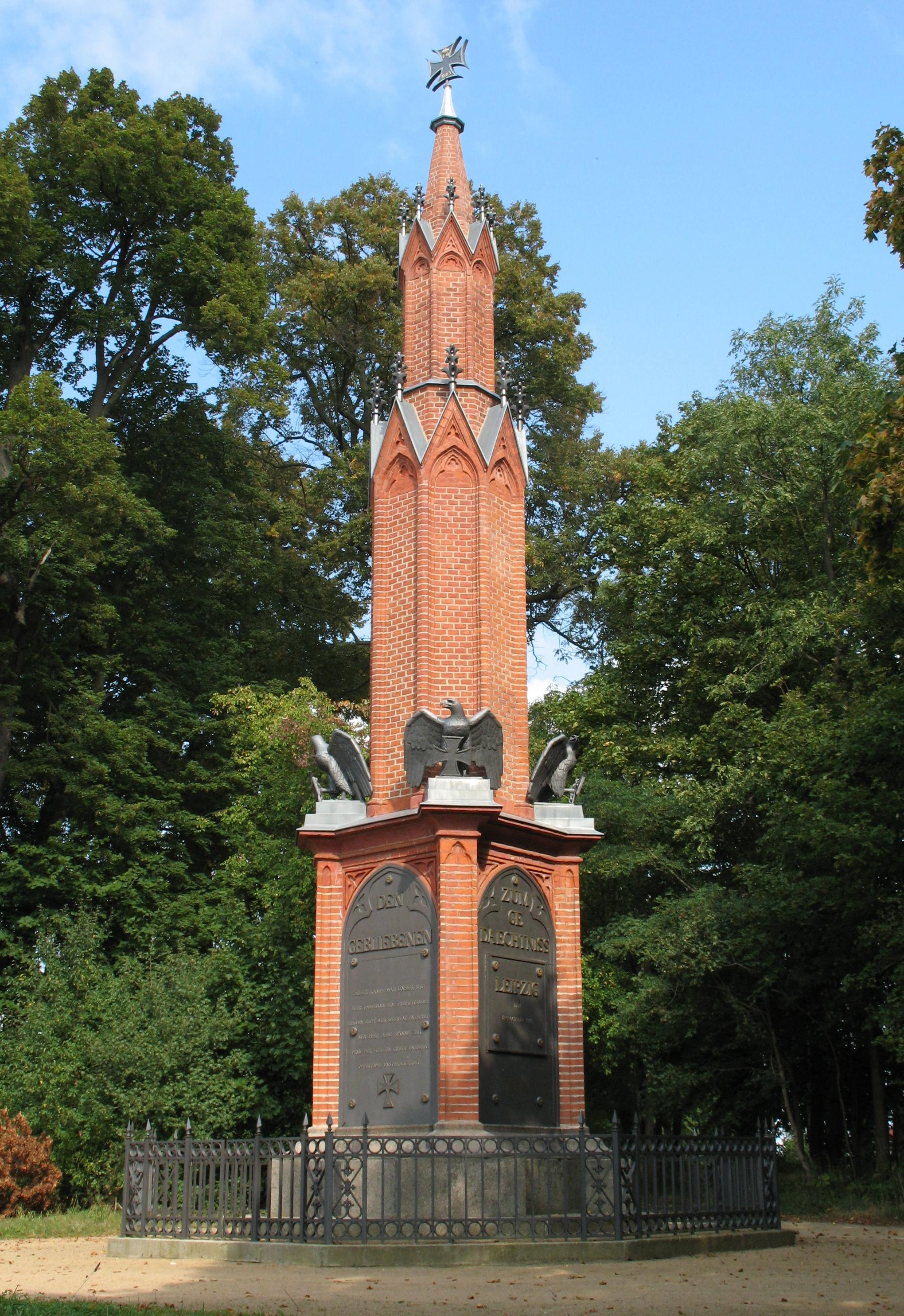
Denkmal der Befreiungskriege
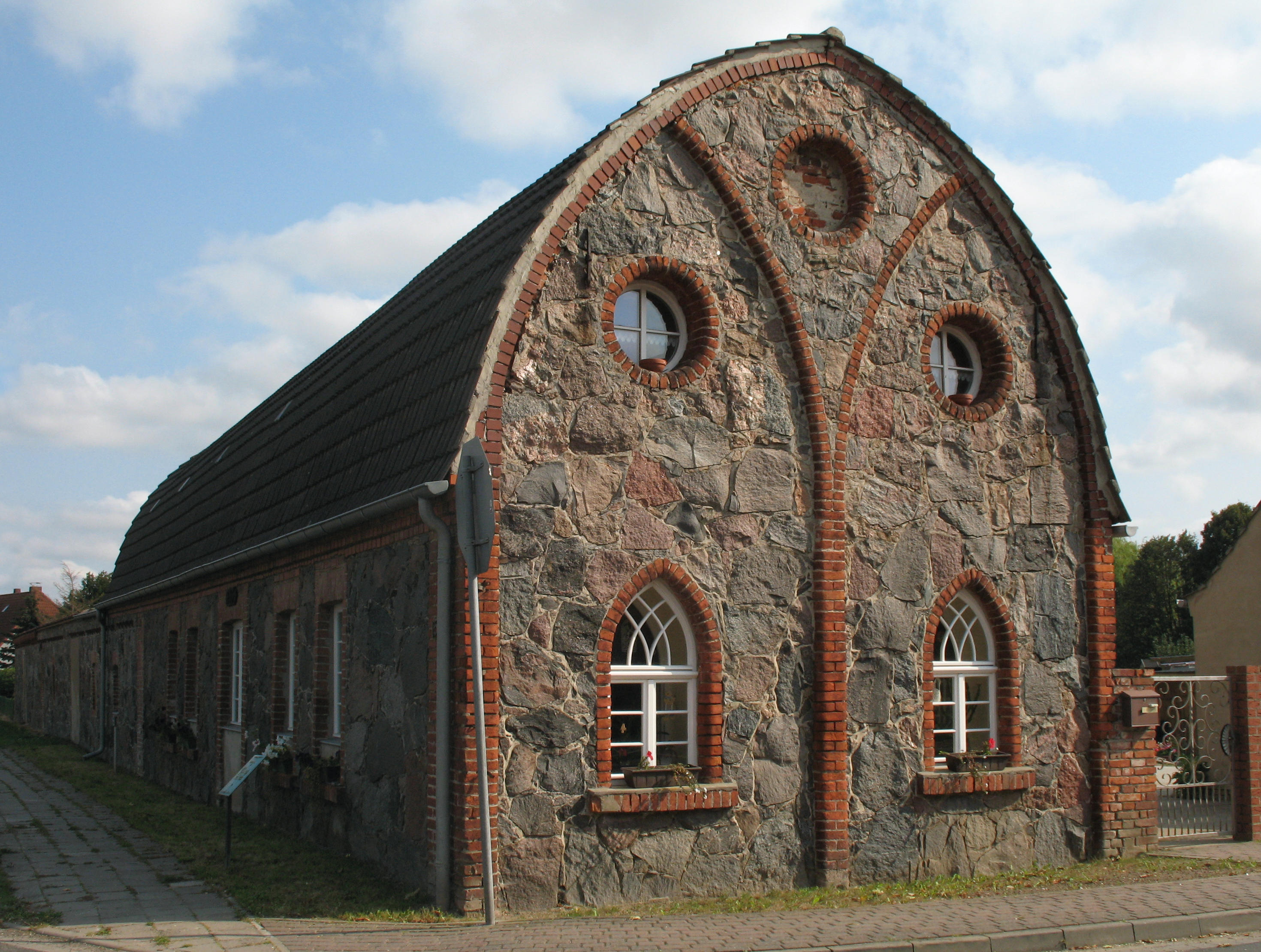
Gärtnerhaus
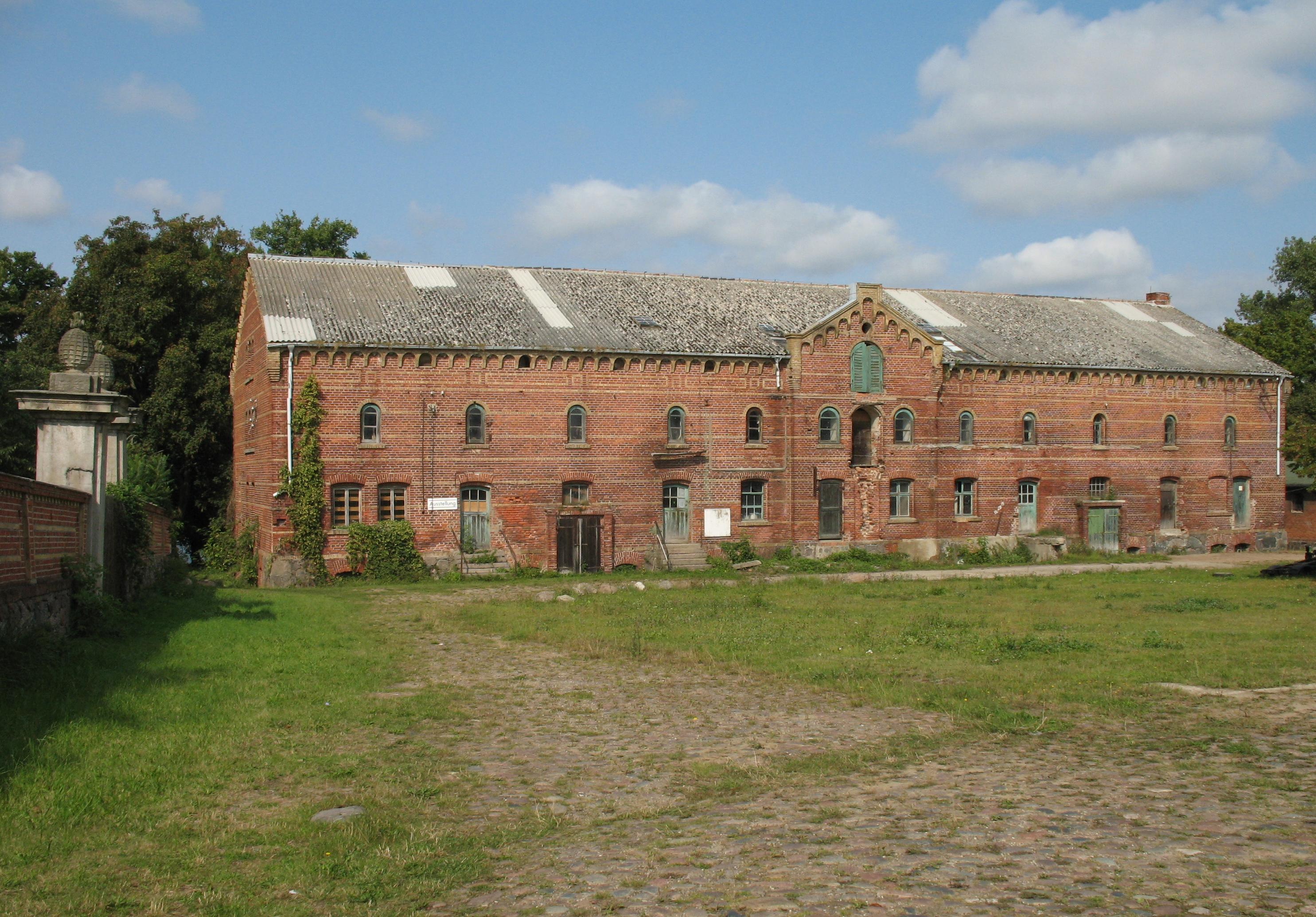
Speicher der Gutsanlage
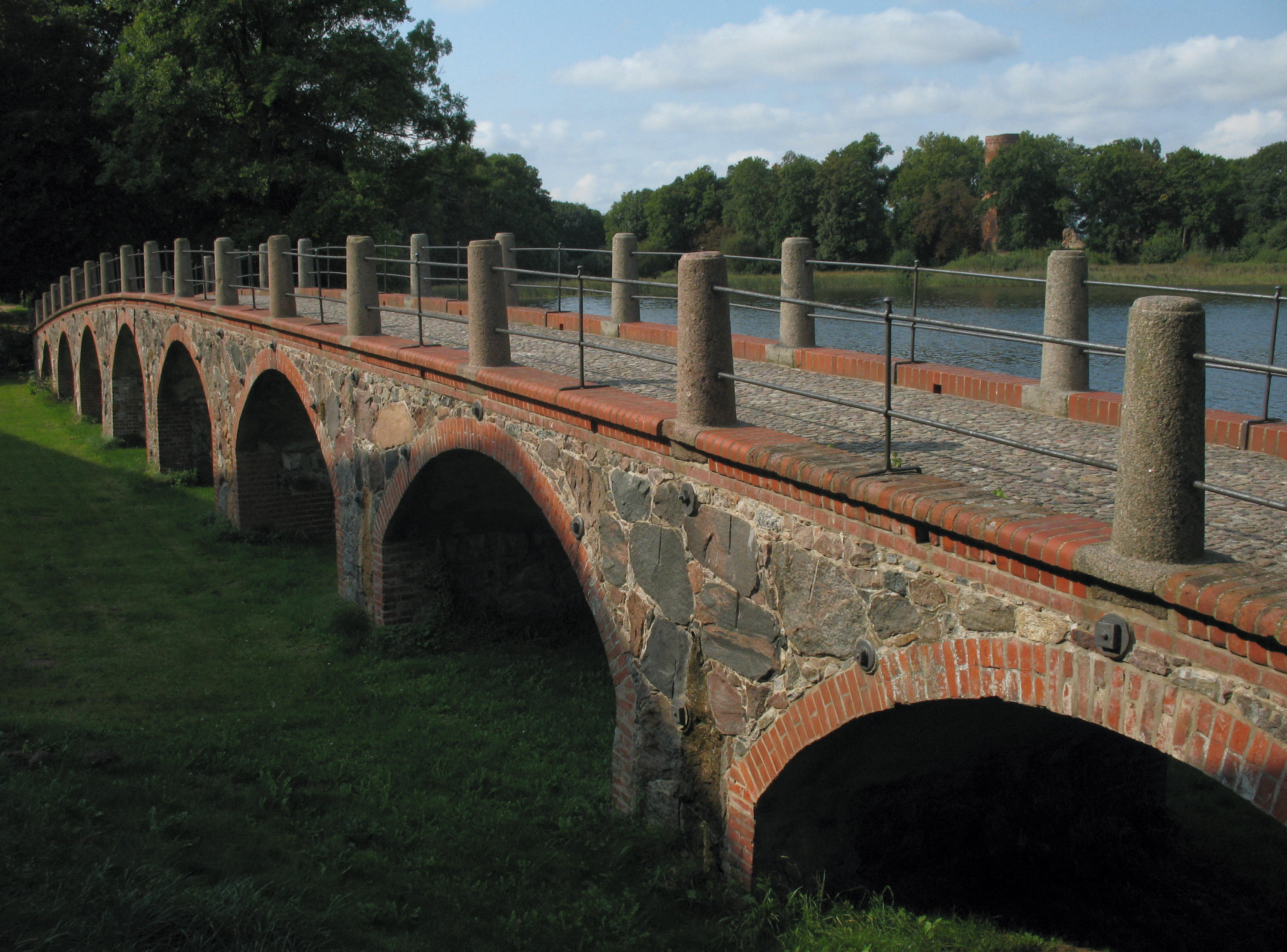
Fliesenbrücke am Haussee
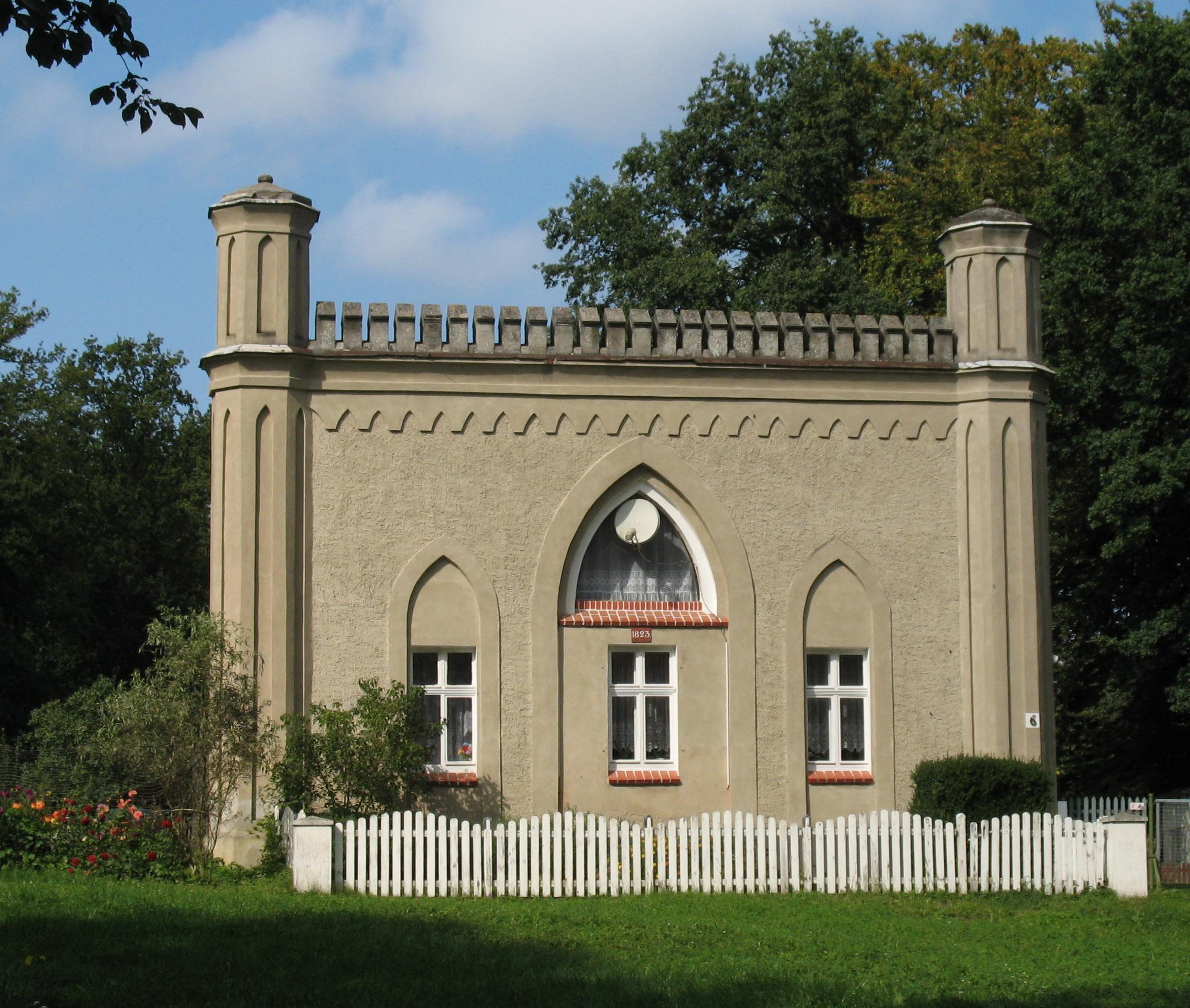
Forsthaus
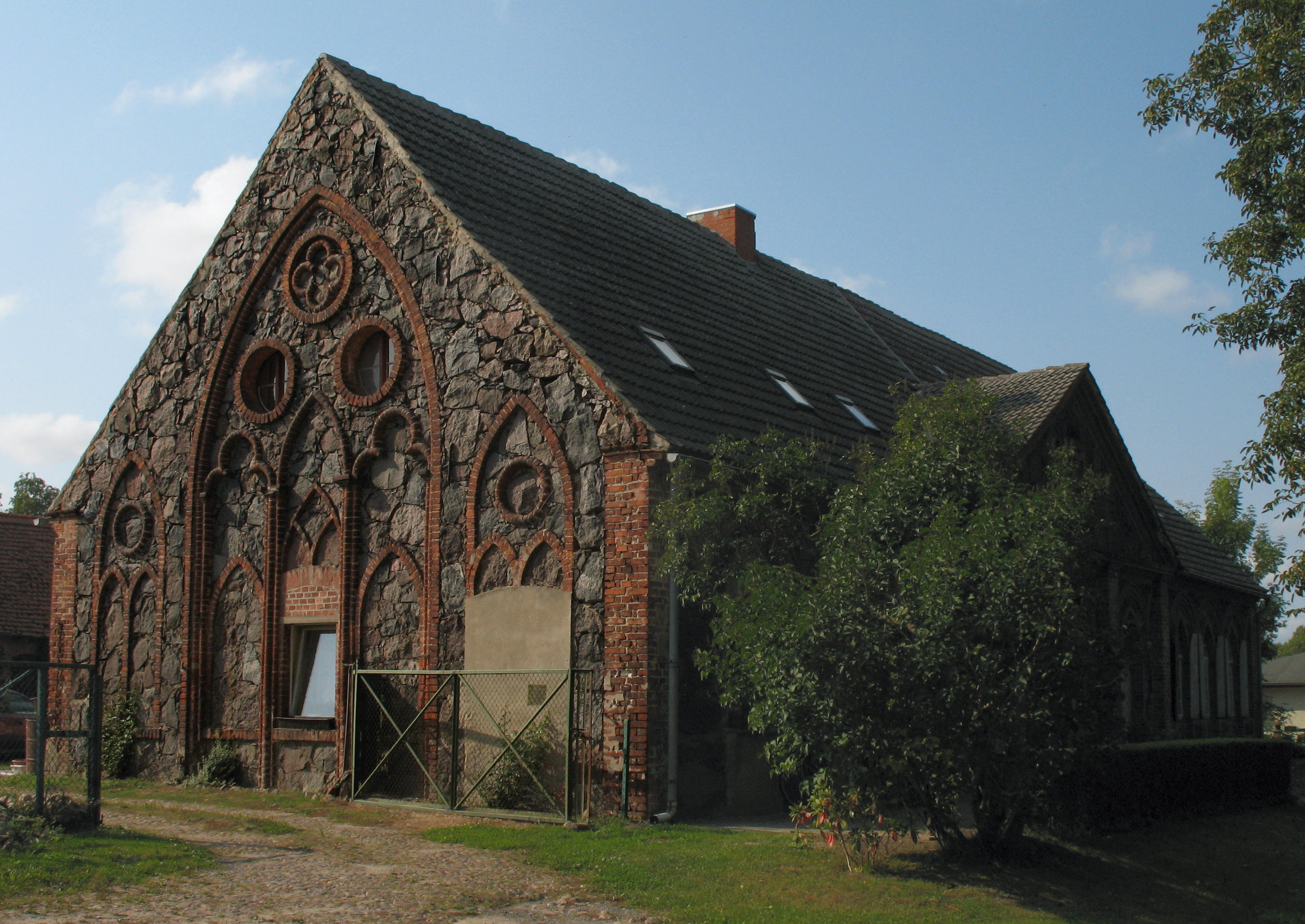
Preußisches Zollhaus

## Geschichte

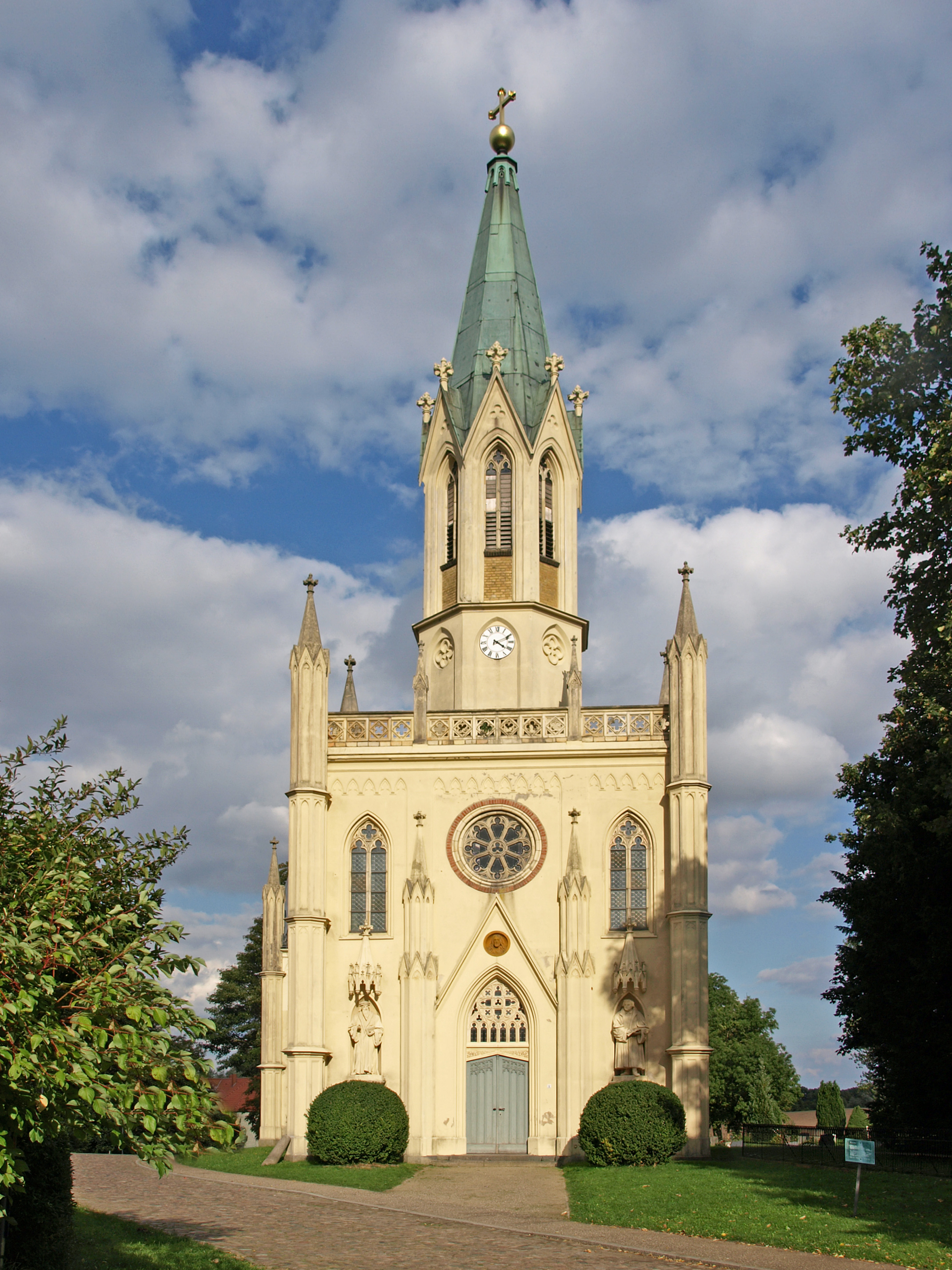
Kirche

### Mittelalter und Frühe Neuzeit
Die Entwicklung Wolfshagens begann im 13. Jahrhundert, als deutsche Kolonisten das Gebiet um den heutigen Haussee besiedelten. Die erste urkundliche Erwähnung des Ortes stammt aus dem Jahr 1292. Auf der Insel im Haussee wurde bereits um 1250 mit dem Bau einer Burg begonnen, auf der die Familie von Blankenburg ihren Sitz hatte. Diese Burg erlangte Ende des 13. Jahrhunderts strategische Bedeutung, da sie an der Grenze zwischen Mecklenburg und der Mark Brandenburg lag. Im ausgehenden Mittelalter wechselte deshalb häufig die Zugehörigkeit Wolfshagens zwischen diesen beiden Herrschaftsgebieten. Um 1635, während des Dreißigjährigen Krieges, wurde die Blankenburg zerstört und nicht wieder aufgebaut.
Als die Familie von Blankenburg aufgrund ihrer schwierigen finanziellen Situation die Besitzungen in Wolfshagen verkaufen musste, erwarb Reichsfreiherr Otto von Schwerin (1616–1679) im Jahr 1652 die Güter und erhob Wolfshagen zum Stammsitz. Zwischen 1727 und 1738 baute sein Enkel Graf Otto Schwerin (1684–1755) ein Barockschloss an der Stelle des alten Renaissanceschlosses. Im ausgehenden 18. Jahrhundert lebten im Gutsdorf Wolfshagen 252 Einwohner.

### 19., 20. und 21. Jahrhundert
Im 19. Jahrhundert erhielt Wolfshagen unter Graf Hermann von Schwerin (1776–1858) sein bis heute prägendes Ortsbild mit dem von Peter Joseph Lenné konzipierten Landschaftspark. Bis Ende des 19. Jahrhunderts entstanden nicht nur Repräsentationsbauten, sondern auch zahlreiche Landarbeiterkaten. Dieses kontrastreiche in Brandenburg einmalige Gebäudeensemble blieb bis zum Ende des Zweiten Weltkrieges erhalten. In den letzten Kriegswochen wurde das Wolfshagener Schloss, das die Wehrmacht als Lager nutzte, zerstört. Letzter Eigentümer war der Landschaftsrat Alexander Graf Schwerin-Wolfshagen (1882–1974). Der Park blieb erhalten und ist heute eine dendrologische und gartenkünstlerische Kostbarkeit.

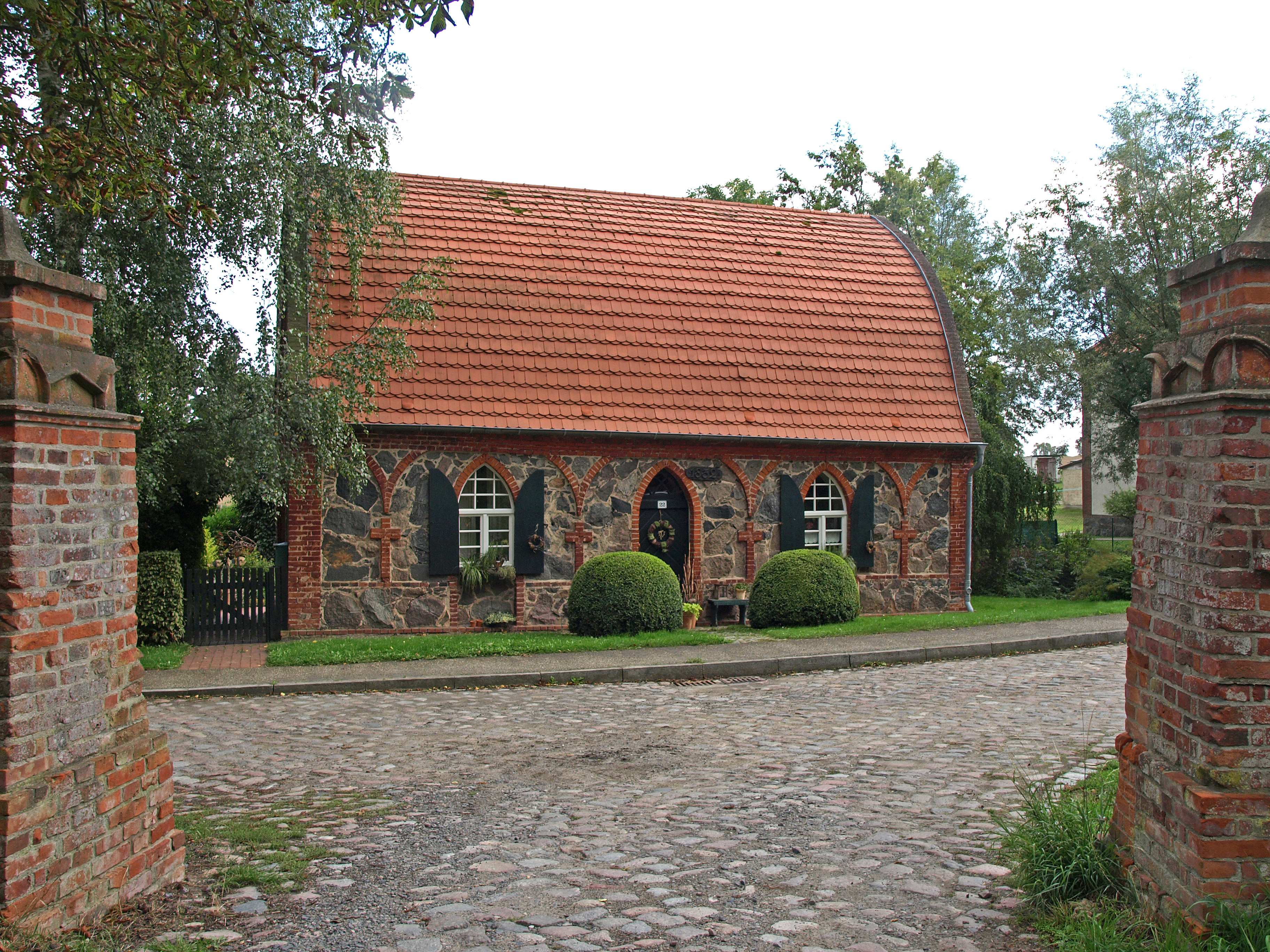
Fischerhaus

Zwischen 1947 und 1964 wurden 21 Neubauernhöfe errichtet. Drei in den Jahren 1961 bis 1964 entstandene Wohnblocks harmonieren nicht mit den Bauten des 19. Jahrhunderts. Ein starker Eingriff war der Ausbau der B 198 (damals F 198) Anfang der 1980er Jahre. Dabei wurden einige Gebäude abgerissen und die Königssäule vom Park abgetrennt. 1983 wurde mit dem Bau einer Bungalowsiedlung begonnen.

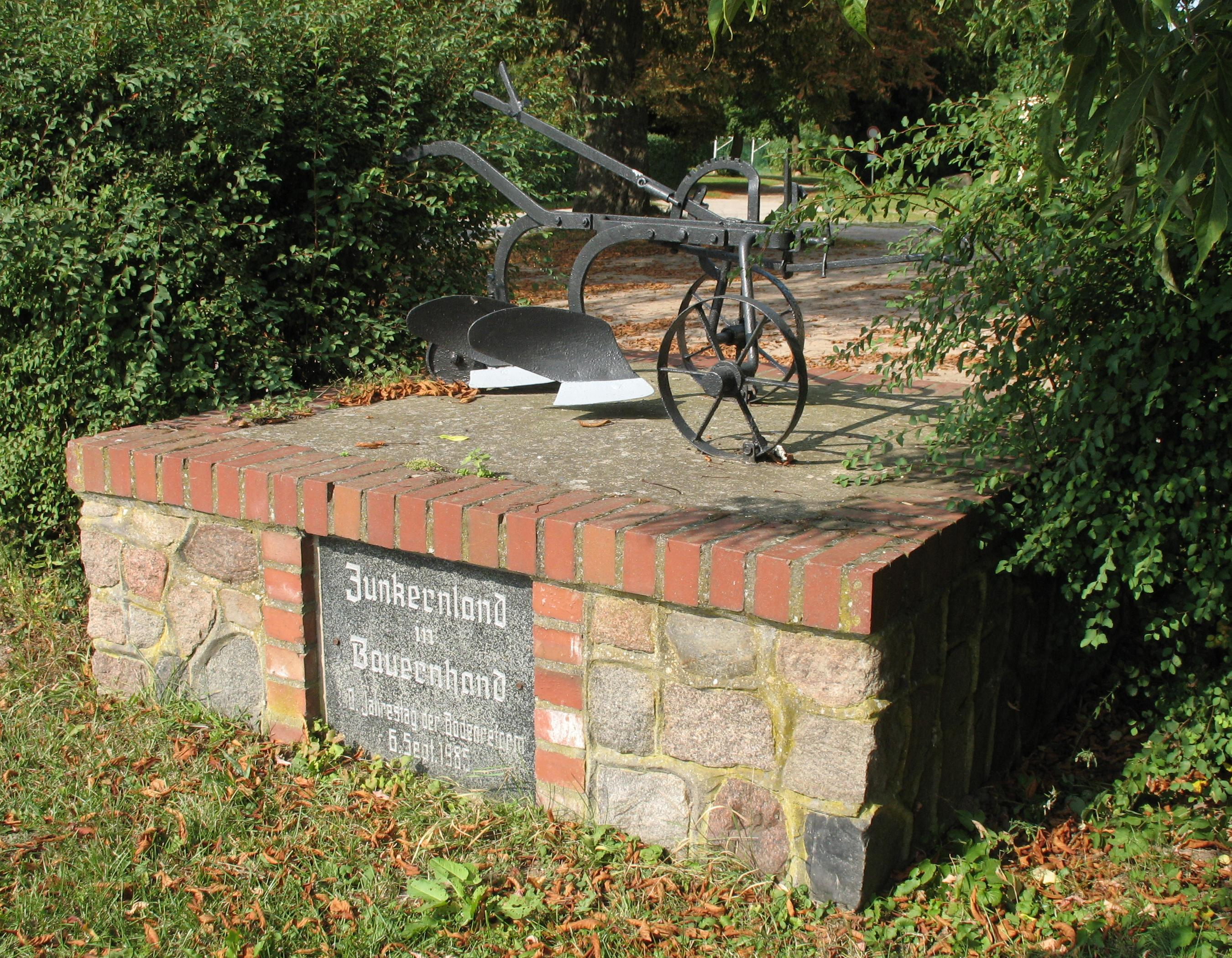
Bodenreform-Denkmal

Zum 40. Jahrestag der Bodenreform wurde 1985 in der Dorfmitte ein Denkmal mit der Aufschrift „Junkernland [sic] in Bauernhand“ eingeweiht. Da zu den Stein-Hardenberg’schen Reformen auch die Bauernbefreiung von 1807 gehört hatte, passt das Bodenreform-Denkmal thematisch zur Königssäule. Seit der Wiedervereinigung steht es in der Kritik von Geschädigtenverbänden, die eine Umwidmung von der Gewinnerperspektive zur Opferperspektive anstreben. So wurde im Juli 2004 mit einer Gedenkfeier an die Vertreibung und Diskriminierung der Enteigneten erinnert.
Von 1997 bis 2002 wurde das denkmalgeschützte Dorfensemble im Rahmen des Dorferneuerungsprogramms aufwändig saniert.
Bis zum 30. Dezember 2001 war Wolfshagen eine eigenständige Gemeinde mit den Ortsteilen Wolfshagen, Amalienhof und Ottenhagen im Amt Lübbenow, verlor aber im Zuge der Gemeindeneugliederung die Selbstständigkeit und wurde Ortsteil der neu gegründeten Gemeinde Uckerland. Im Dezember 2015 lebten in Wolfshagen 249 Einwohner und in den beiden kleinen Ortschaften Amalienhof 16 und in Ottenhagen 11 Einwohner.

## Söhne und Töchter von Wolfshagen
- Ludwig Friedrich Günther Andreas von Jagow (* 21. Februar 1770 in Wolfshagen; † 19. Juni 1825 Berlin), königlich preußischer Generalmajor
- Friedrich Wilhelm von Jagow (* 8. September 1771 in Wolfshagen; † 2. Dezember 1857 in Berlin), königlich-preußischer General der Infanterie und Regimentsinhaber
- Wilhelm Werner Otto von Schwerin (* 16. März 1773 in Wolfshagen; † 18. Juni 1815 in Lasne), preußischer Oberst, gefallen in der Schlacht von Waterloo
- Herrmann von Schwerin (* 18. Juni 1776 in Wolfshagen; † 6. August 1858 ebenda), königlich-preußischer Generalmajor
- Wilhelm von Cölln (* 22. März 1788 in Wolfshagen; † 4. März 1866 in Berlin), preußischer Generalleutnant
- Alfred Horn (* 29. September 1847 in Wolfshagen; † 16. April 1912 in Schönberg (Mecklenburg)), evangelisch-lutherischer Geistlicher und Heimatforscher